# Parla Sur
El Distrito de Parla Sur está formado por los diferentes barrios que se ubican en el sur de la ciudad madrileña de Parla. Se localiza el perímetro desde la entrada Sur del municipio, por donde se ubica el hospital infanta Cristina y antiguamente la zona de Humanejos, hasta llegar al bulevar sur, aproximadamente en las cercanías de la iglesia vieja, cogiendo la mitad del centro de la ciudad y los barrios de San Fermín, Fuentebella, la Ermita, Parque Inlasa, Pryconsa y Las Américas.Por otro lado con la evolución del municipio, hay zonas que antes se consideraban como Parla Sur y en la actualidad se ubican más a Parla Centro. Se espera una actualización en un futuro con dos nuevos barrios en la zona sur del municipio denominados en proyecto como Arroyo sur y consorcio sur.

## Clasificación de Barrios

### Suroeste
- San Fermín
- Fuentebella
- La Ermita
- Parque Inlasa

### Sureste
- Ciudad de las Américas
- Pryconsa